# Skunk (rapper)
Luís Antônio da Silva Machado, conhecido como Skunk (Rio de Janeiro, 1967 — Rio de Janeiro, 8 de julho de 1994), foi um cantor e músico brasileiro.
Ficou conhecido por ter sido fundador do grupo Planet Hemp.

## Biografia
Luís Antônio é filho da relação entre uma doméstica e o patrão.
A origem do apelido (Skunk com “u”, fazia questão de lembrar ao se apresentar) surgiu em um final de semana, quando Luís foi a um evento punk e resolveu raspar quase completamente  os cabelos, no estilo moicano. Porém, como teria que trabalhar na segunda-feira, teve que raspar o resto, ficando careca como um skinhead. Um dia ele era skin; no outro, era punk. Daí o Skunk.
Era conhecido no Rio por passar por várias tribos: foi punk, new wave, rockabilly e rapper.
Na segunda metade dos anos 80, Skunk ficou muito amigo de um grupo que curtia rockabilly e começou a se vestir nesse estilo, o que incluía sapatos bicolores de sola grossa. Foi aí que surgiu a ideia de fazer uma banda para tocar esse gênero musical. Com o passar do tempo, Skunk começou a gostar de rap e partiu para outras. Mas a banda foi adiante e foi batizada Big Trep (A Grande Trepada). O grupo dedicou ao Skunk o seu primeiro disco, Rockabilly Voodoo (Polvo Discos, 1994), e gravou uma letra escrita por ele - “Sonhei Com Você”.
Skunk foi a primeira pessoa, no Rio, a organizar uma rave e a fazer samplers. Sua primeira criação foi misturar falas do Cid Moreira no Jornal Nacional com 'Lullaby', do The Cure. Tinha a ideia de formar o “Cypress Hill brasileiro”.
Antes de formarem o Planet Hemp, Skunk teve uma outra banda, com o guitarrista Rafael Crespo, chamada Magic Numbers. O nome foi inspirado na canção “The Magic Number”, a primeira do disco de estreia do grupo norte-americano de hip hop De La Soul, 3 Feet High and Rising (Warner, 1989). A proposta era misturar influências como Public Enemy, Primal Scream, Happy Mondays e 808 State. Nessa breve experiência, Rafael fazia o baixo, um amigo tocava guitarra e bateria eletrônica, Tantão (do Black Future) ficava nos teclados e Skunk cantava. Entretanto, após alguns ensaios, a banda não deixou nada gravado.
Em 1992, Skunk conheceu Marcelo D2, que então vendia camisetas de bandas no centro do Rio. Da admiração pela banda punk norte-americana Dead Kennedys, nasceu uma afinidade entre eles. Esta amizade foi retratada no filme Legalize Já, lançado em 2018, onde Skunk foi interpretado por Ícaro Silva.
D2 e Skunk queriam ser uma dupla de rap, mas nem possuíam equipamento. Quando fizeram o primeiro ensaio com o guitarrista Rafael, o baixista Formigão e o baterista Bacalhau, os dois vocalistas já tinham algumas letras. Em apenas dois ensaios, compuseram seis músicas: “Puta Disfarçada”, “Phunky Budda”, “Terceiro Mundo”, “Porcos Fardados”, “A Culpa é de Quem?” e “Futuro do País”. Esse foi o repertório do primeiro show do Planet Hemp, na noite de 24 de julho de 1993, no lendário Garage, tocando apenas para os amigos. Dali em diante passaram a fazer pelo menos um show por mês local.
Os dois primeiros shows do Planet Hemp, em São Paulo, aconteceram em 1993 no Urbania, com Skunk e D2 nos vocais. O evento marcou o lançamento da primeira fita demo, Direto do Planeta Rap. Na primeira vez, a banda dividiu a noite com Speedfreaks e Manson Family. Na segunda, um mês depois, tocou junto com o Cold Turkey, a banda paralela do guitarrista Rafael Crespo. A entourage ficou hospedada num único quarto de hotel na Boca do Lixo, no centro da cidade, onde aconteceram várias aventuras. Pouca gente - e nenhum dos membros do grupo - sabia que Skunk havia contraído o HIV. Dizia-se apenas que estava com pneumonia. Havia pedido demissão do emprego, que tanto detestava, mas seu quadro foi-se agravando, não permitindo que ele acompanhsse a banda em todos os shows.

## Morte
Um ano depois da formação do Planet Hemp e com apenas uma demo gravada, Skunk morre em consequência de complicações decorrentes da AIDS, em 1994, na cidade do Rio de Janeiro.